# Teatro Presidente Alvear

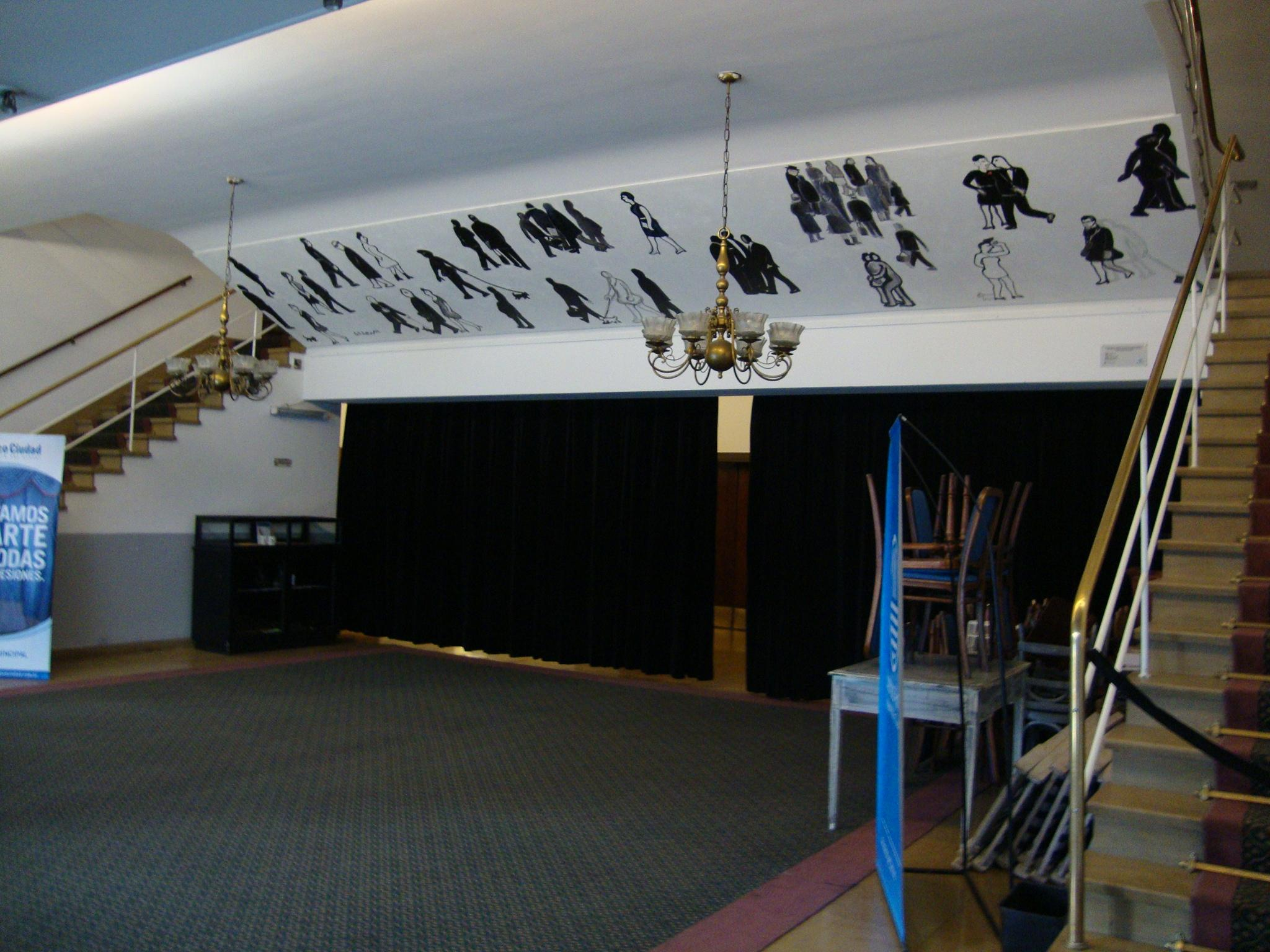
Foyer del teatro

El Teatro Presidente Alvear se encuentra ubicado en el barrio de San Nicolás de la Ciudad de Buenos Aires, precisamente en Avenida Corrientes 1659, y es uno de los teatros dependientes de la Secretaría de Cultura de esa ciudad.
Fue inaugurado el 22 de abril de 1942, y fue así nombrado en honor al expresidente argentino Marcelo Torcuato de Alvear. Su dueño era Pascual Carcavallo, un importante empresario teatral que dio gran impulso al teatro argentino. La primera obra estrenada en el teatro fue "Eclipse de sol", del autor Enrique García Velloso, representada por la Compañía Argentina de Comedia. En 1951 la Municipalidad de la Ciudad de Buenos Aires le retiró la concesión del teatro a los herederos de Carcavallo, renombrándolo como "Enrique Santos Discépolo". Esta medida fue revocada en 1955 y el teatro permaneció en manos de los herederos hasta que en 1980 pasó a depender de la Secretaría de Cultura de la Ciudad de Buenos Aires.
Tiene una capacidad para 861 espectadores, distribuidos en una platea con capacidad para 313 personas, un sector de pullman con 250 butacas, una tertulia para 168 espectadores y tres sectores de palcos con 132 butacas en total. El sencillo foyer se mantiene en su estilo original de sobriedad racionalista, aunque está iluminado con arañas de estilo clásico.
En mayo de 2014 el Teatro fue cerrado por reformas.
El 28 de agosto de 2018, a las dos y media de la madrugada, se incendió la marquesina, algunos carteles publicitarios y la parte exterior de la sala.